# دكاكيرية القدم

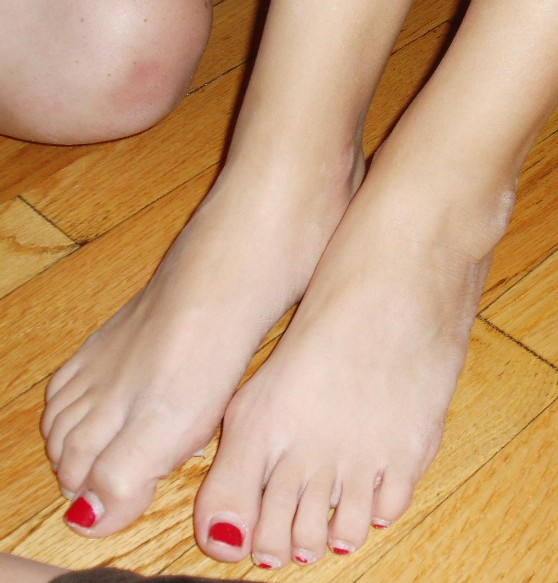
قدما فتاة

فتيشية القدم (بالإنجليزية: Foot fetishism)‏ أو بودوفيليا (بالإنجليزية: podophilia)‏ بالقدم، وتعني استثارة الرغبة والشهوة الجنسية عن طريق القدم (عادة قدم الأنثى) وتقديم هذا العضو وتفضيله عن باقي المناطق المثيرة وحتى استبعادها كليا. أول من استخدم هذا المصطلح هو فرويد. وهي أكثر أشكال الانجذاب شيوعا بعضو غير جنسي في أجزاء الجسم البشري.

## خصائصه

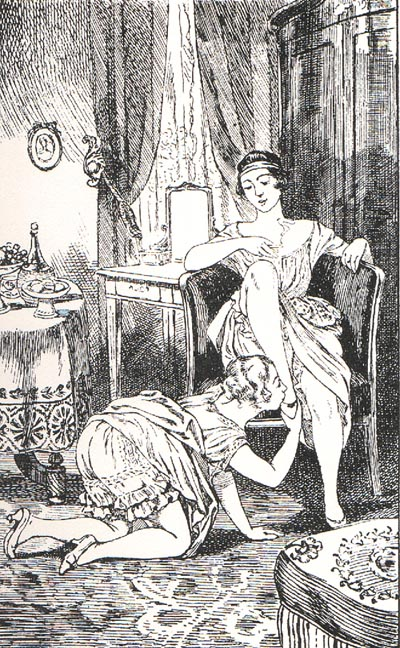

التعريف العلمي لفيتشية القدم أو توثين القدم أو البودوفيليا (و ليس البيدوفيليا) حسب المصطلح العلمي هي حدوث الاثارة الجنسية من خلال مداعبة أو لمس أو شم رائحة عضو غير جنسي وهو في هذه الحالة القدم (غالبا قدم المرأة) وقد تتم أيضا عن طريق الأحذية والجوارب النسائية. وقد كان المحلل النفسي النمساوي سيغموند فرويد قد أشار إلى هذا الانحراف الجنسي وأعتبر أن الأقدام المضمدة (تقليد صيني بربري قديم) هو نوع من أنواع الفيتشية.
بالنسبة للشخص الذي لديه فيتشية للقدم تكون لديه عدة اعتبارات ومعايير للقدم التي تثيره خصوصا بمقاس القدم، طول الأظافر وأصابع الرجل، طلاء الأظافر، الرائحة الخ... كما يمكن أن تزيد درجة الاسثتارة لديه ان كان هناك وجود مزينات أخرى كالخلخال وخاتم أصبع القدم الخ.

### تفسير نفسي
تبدأ البودوفيليا في الظهور وتكون ملامحها منذ طفولة الشخص. فالتحفيز العصبي (stimulation cérébrale) المرافق للاستثارة الجنسية تحدث غالبا وحسب علماء النفس منذ الطفولة أو بداية المراهقة، فتظهر على الطفل ميوله للمس أو العب بأقدام الأشخاص المحيطين به كأخته أو أمه الخ.. ويظهر اعجابه الشديد لها ويكون ذلك نقطة الانطلاق والتطور لهذا المرض. وبالتالي فبعد سن البلوغ والنضج الجنسي تصبح القدم الأنثوية (في الغالب) أكثر من لعبة بل مصدر اثارة جنسية على غرار الأطراف الجنسية الفطرية.
و في بعض الحالات تكون المرأة مولعة بأقدام الرجل وهذه حالة عكسية تنطبق عليها نفس ما ذكر.
غالبا فالشخص المصاب لا يتمكن من التخلص من هذا المرض رغم العراقيل الثقافية والعرفية واستغراب الطرف الآخر في العلاقة الجنسية من هذا الفعل.

### نظريات وأبحاث
تختلف النظريات والتفسيرات العلمية حول البودوفيليا كما ينظر اليها بعيون مختلفة حسب الثقافات والأعراف، وقد يعتبرها البعض شيء طبيعي بالنسبة للإنسان.
تفسير علمي يقدمه العالم في مجال الأعصاب فيلانور راماشادران يتلخص في أن هناك الأقدام والأعضاء التناسلية تقتسم نفس المنطقة من القشرة الحسية Cortex Sesoriel. علماء أخرون يؤكدون أن البودوفليا ظهرت بقوة بعد انتشار الأمراض المنقولة جنسيا (كالسفيليس والسيدا) خصوصا في أوروبا وبالتالي فكانت منفدا لاقامة علاقات جنسية عن طريق الأقدام كبديل عن العلاقة التقليدية، من مؤيدي هذا الرأي الدكتور جيمس جيانيني من جامعة أوهايو. باحثون أخرون يؤكدون على أن تمكين المرأة وبروز شخصياتها وتوليها مهاما فاعلا داخلا المجتمع كان عاملا أساسا في ظهور البودوفيليا، فتقبيل القدم المرأة كناية ورمزية عن سطوة وقوة المرأة.
لكن التفسير الشائع والذي تم انتقاده بشدة هو تفسير سيغموند فرويد بحيث يعتبر أن تفضيل الشخص المصاب لطرف معين من جسم المرأة (القدم كمثال) على سائر باقي أطراف الجسد سببه هو أن المصاب كان يربط بطريقة لاشعورية الجنس بالقدم، واستدل على ذلك عن طريق بعض الممارسات الصينية القديمة، حيث كان بعض الصينين يقومون بتضميد قوي لأرجل النساء (عنف واضح) من أجل زيادة اثارتهن. لكنه كان خاطئا لأن هذه الممارسة اللانسانية كانت بهدف تصغير أرجل الفتيات.

## العلاجات المقترحة
بالرغم من الانتشار الهائل للبودوفيليا في العالم، فقد لا تشكل المشاكل في الحياة اليومية أو الجنسية والزوجية، فقد يكون المصاب. وكما أنه من الممكن عدم حصول أية مشاكل وممارسة الحياة بشكل طبيعي بعد خلق جو من التفاهم والتوعية مع الزوجة لأن هذه الممارسة لا تشكل أي خطر صحي أو مرضي محتمل.
العلاجات المقترحة هي عن طريقة التحليل النفسي أو عن العلاج السلوكي المعرفي (thérapie cognitivo-comportementale) أو التنويم المغناطيسي أو الايحائي.